# لاين هارفي
لاين هارفي (بالإنجليزية: Iain Harvie)‏ هو موسيقي بريطاني، ولد في 19 مايو 1962.

## وصلات خارجية
- لاين هارفي على موقع ميوزك برينز (الإنجليزية)
- لاين هارفي على موقع أول ميوزيك (الإنجليزية)
- لاين هارفي على موقع ديسكوغز (الإنجليزية)